# Milltown (Wisconsin)
Milltown è un villaggio degli Stati Uniti d'America, situato in Wisconsin, nella contea di Polk.